# Bradysia sicelidis
Bradysia sicelidis är en tvåvingeart som beskrevs av Werner Mohrig och Menzel 1993. Bradysia sicelidis ingår i släktet Bradysia och familjen sorgmyggor.
Artens utbredningsområde är Italien. Inga underarter finns listade i Catalogue of Life.